# Djuptjärnen (Lycksele socken, Lappland, 717686-162378)
Djuptjärnen är en sjö i Lycksele kommun i Lappland och ingår i Umeälvens huvudavrinningsområde.